# 渡邊浩二
渡邊浩二（日语：／ Watanabe Kōji）是日本的一位動畫師設計師。

## 擔任作品
- 家庭教师HITMAN REBORN!（機械設計、小物·效果設定）
- 歡迎來到宇宙劇場（機械設計、機械作畫監督）
- 銀河鐵道物語（機械設計）
- 大運動會（設計作品）
- 絕對正義Vs外道少女隊（主要動畫）
- 美少女學園（人物·機械設計）
- 羅比與克羅比（人物設計）
- TOKKO 特公（人物設計、總作畫監督）
- 宇宙兄弟（機械作畫監督）
- 銀河機攻隊 莊嚴皇子（Wulgaru機械設計）
- 世界征服 謀略之星（道具設計）
- 龍孃七七七埋藏的寶藏（遺跡設計）
- 雙槍激鬥（槍械設定）
- 魔法少女奈葉ViVid（槍械設定）
- 約會大作戰劇場版 萬由里審判（人物設計、總作畫監督）
- RErideD -穿越時空的德理達-（人物設計）
- 啄木鳥偵探所（總作畫監督）
- 黃金神威OVA（作畫監督）
- 魔法使的約定（作畫監督）
- 杜鵑婚約 第2季（作畫監督）
- 徹夜之歌 第2季（作畫監督）

## 外部連結
- （日語） 渡邊浩二 （页面存档备份，存于）